# Psychotria densinervia
Psychotria densinervia är en måreväxtart som först beskrevs av Kurt Krause, och fick sitt nu gällande namn av Bernard Verdcourt. Psychotria densinervia ingår i släktet Psychotria och familjen måreväxter. Inga underarter finns listade i Catalogue of Life.